# Sivan
Sivan (in ebraico סיון‎?) è il nono mese civile e il terzo mese religioso del calendario ebraico. È composto da 30 giorni.
Nel mese di Sivan si celebra la donazione della Torah da Dio a Mosè sul Monte Sinai.
Il sesto giorno di tale mese si celebra la festività ebraica Shavuot

## Periodo
Durante gli anni 5761–5860 del calendario ebraico, Sivan occorre nei seguenti periodi del calendario gregoriano:
| Durata degli anni | Inizio di Sivan     | Fine di Sivan      |
| ----------------- | ------------------- | ------------------ |
| 353 giorni        | 9 maggio–26 maggio  | 8 giugno–25 giugno |
| 354 giorni        | 9 maggio–28 maggio  | 8 giugno–27 giugno |
| 355 giorni        | 10 maggio–28 maggio | 9 giugno–27 giugno |
| 383 giorni        | 28 maggio–7 giugno  | 27 giugno–7 luglio |
| 384 giorni        | 30 maggio–7 giugno  | 29 giugno–7 luglio |
| 385 giorni        | 29 maggio–8 giugno  | 28 giugno–8 luglio |